# توم موريس
توم موريس (بالإنجليزية: Tom Morris)‏ هو لاعب كرة قدم بريطاني (وحمل سابقاً جنسية المملكة المتحدة لبريطانيا العظمى وأيرلندا) في مركز الدفاع، ولد في 14 سبتمبر 1884 في المملكة المتحدة، وتوفي في 24 مارس 1918 في سوم في فرنسا. لعب مع غريمسبي تاون.

## وصلات خارجية
- توم موريس على موقع قاعدة بيانات كرة القدم.إي يو (الإنجليزية)